# Poppy Cleall
Pas d'image ? Cliquez ici

a Compétitions nationales et continentales officielles uniquement.

b Matchs officiels uniquement.
Poppy Cleall, née le 12 juin 1992 à Norwich (Angleterre), est une joueuse internationale anglaise de rugby à XV évoluant aux postes de troisième ligne aile, troisième ligne centre et deuxième ligne.
Elle est la sœur jumelle de Bryony Cleall.

## Biographie
Poppy Cleall obtient sa première cape internationale avec l'Angleterre en 2016, dans le cadre du Tournoi des Six Nations.
Le 29 avril 2021, elle est désignée meilleure joueuse du Tournoi des Six Nations 2021 avec 62 % des votes des supporters sur le site officiel du tournoi. En 2021, elle est nommée pour le trophée de la meilleure joueuse du monde World Rugby, qui est remporté par Zoe Aldcroft.
En septembre 2022, elle est sélectionnée pour disputer la Coupe du monde en Nouvelle-Zélande sous les couleurs de son pays.
En 2024, son contrat avec la fédération anglaise n'est pas prolongé.